# National Basketball Association
National Basketball Association (NBA) je najistaknutija muška profesionalna košarkaška liga u Sjevernoj Americi. Zajedno s trideset momčadi (29 iz Sjedinjenih Američkih Država i 1 iz Kanade), National Basketball Association se smatra glavnom muškom profesionalnom ligom u cijelom svijetu. Liga je aktivni član organizacije USA Basketball (USAB), te ju Međunarodna košarkaška federacija (FIBA) priznaje za nacionalno nadležno tijelo za košarku u Sjedinjenim Američkim Državama. National Basketball Association je jedna od četiri glavne Sjeverno Američke profesionale športske lige. Igrači National Basketball Associationa su najbolje svjetski plaćeni športaši, po prosječnoj godišnjoj plaći po igraču.
Liga je osnovana 6. lipnja 1946. godine u New York Cityju, New Yorku kao Basketball Association of America (BAA). Liga je dobila ime National Basketball Association 1949. godine nakon spajanja sa suparničkom ligom National Basketball League (NBL). Uredi lige, te uredi pojedinih momčadi su smješteni u zgradi Olympic Tower u ulici 645 Fifth Avenue u New York Cityju. Studija NBA Entertainment i NBA TV nalaze se u Secaucusu, New Jerseyju.

## Sezona

### Regularni dio
Regularna sezona NBA lige počinje u jesen, obično krajem listopada ili početkom studenog, a u njoj svaki klub igra 82 utakmice jednako raspoređene na domaće i gostujuće. Liga se dijeli na istočnu i zapadnu konferenciju, a svaku čini 15 klubova podijeljenih u tri divizije. Jedna momčad u regularnoj sezoni četiri puta igra sa svakim protivnikom iz iste divizije (16 utakmica), tri do četiri puta sa svakim protivnikom iz ostale dvije divizije u istoj konferenciji (36 utakmica) i po dva puta sa svakim protivnikom iz druge konferencije (30 utakmica).
U veljači se tradicionalno održava godišnja All-Star utakmica. Prije te utakmice, navijači u SAD-u, Kanadi i preko interneta biraju po pet igrača iz svake konferencije, a oni s najviše dobivenih glasova pojavljuju se u početnoj petorci utakmice. Treneri također glasuju kako bi odabrali ostalih 14 igrača koji će All-Star utakmicu započeti kao pričuve. Nedugo nakon All-Star utakmice igrači više ne mogu do kraja sezone mijenjati klub unutar lige.

### Doigravanje
Regularna sezona završava krajem travnja, kada započinje doigravanje (eng. playoff) u koje se uvrštava po osam najboljih klubova iz svake konferencije. U prvom krugu doigravanja klubovi su podijeljeni u četiri para, a u svakom paru isti suparnici igraju međusobne utakmice sve dok jedan od njih ne ostvari četiri pobjede kako bi se kvalificirao u konferencijsko polufinale. Dva kluba koji u polufinalu prvi ostvare četiri pobjede ulaze u konferencijsko finale u kojem također igraju do četiri ostvarene pobjede. Pobjednici konferencijskih finala međusobno se susreću u NBA finalu, koje se održava tijekom lipnja, a klub koji u njemu prvi ostvari četiri pobjede postaje prvakom lige.

## Timovi
Prvotno je NBA imala 11 timova, a kroz proširenja danas broji 30 timova. 29 timova je iz SAD-a, a 1 tim (Toronto Raptors) je iz Kanade.
| Istočna konferencija |                     |
| Divizija             | Momčad              |
| Atlantska            | Boston Celtics      |
| Atlantska            | Brooklyn Nets       |
| Atlantska            | New York Knicks     |
| Atlantska            | Philadelphia 76ers  |
| Atlantska            | Toronto Raptors     |
| Centralna            | Chicago Bulls       |
| Centralna            | Cleveland Cavaliers |
| Centralna            | Detroit Pistons     |
| Centralna            | Indiana Pacers      |
| Centralna            | Milwaukee Bucks     |
| Jugoistočna          | Atlanta Hawks       |
| Jugoistočna          | Charlotte Hornets   |
| Jugoistočna          | Miami Heat          |
| Jugoistočna          | Orlando Magic       |
| Jugoistočna          | Washington Wizards  |

| Zapadna konferencija |                        |
| Divizija             | Momčad                 |
| Sjeverozapadna       | Denver Nuggets         |
| Sjeverozapadna       | Minnesota Timberwolves |
| Sjeverozapadna       | Oklahoma City Thunder  |
| Sjeverozapadna       | Portland Trail Blazers |
| Sjeverozapadna       | Utah Jazz              |
| Pacifička            | Golden State Warriors  |
| Pacifička            | Los Angeles Clippers   |
| Pacifička            | Los Angeles Lakers     |
| Pacifička            | Phoenix Suns           |
| Pacifička            | Sacramento Kings       |
| Jugozapadna          | Dallas Mavericks       |
| Jugozapadna          | Houston Rockets        |
| Jugozapadna          | Memphis Grizzlies      |
| Jugozapadna          | New Orleans Pelicans   |
| Jugozapadna          | San Antonio Spurs      |

## Poznate osobe

### Predsjednici i povjerenici
- Maurice Podoloff, predsjednik NBA lige od 1946. do 1963. godine
- Walter Kennedy, predsjednik NBA lige od 1963. do 1967. i povjerenik od 1967. do 1975. godine
- Larry O'Brien, povjerenik NBA lige od 1975. do 1984. godine
- David Stern, povjerenik NBA lige od 1984. godine
- Adam Silver, povjerenik NBA lige od veljače 2014. godine

## Vanjske poveznice
- Službena stranica
- Prvi hrvatski NBA portal  Arhivirana inačica izvorne stranice od 27. travnja 2010. (Wayback Machine)